# Hydropsyche incommoda
Hydropsyche incommoda là một loài Trichoptera trong họ Hydropsychidae. Chúng phân bố ở miền Tân bắc.